# Konstantinos Mitroglou
Konstantinos Mitroglou (em grego: Κωνσταντίνος Μήτρογλου - Kavala, 12 de Março de 1988) é um futebolista grego que atua como centroavante. Atualmente joga no Rheurdt-Schaephuysen.

## Carreira

### Benfica
Em 5 de Agosto de 2015, confirmou-se que, depois de viajar de Londres para Lisboa, Mitroglou iria, após realização satisfatória dos testes médicos obrigatórios realizados no dia seguinte, defender as cores do bicampeão nacional português, o Benfica, a título de empréstimo, durante um ano, por parte do Fulham, detentor da totalidade dos direitos desportivos do avançado grego. O contrato entre o clube inglês e o Benfica inclui opção de compra no final da temporada 2015-16, mediante activação da cláusula de opção de 6.5 milhões de euros.

## Estatísticas
Atualizado até 9 de fevereiro de 2018.

### Clubes
| Equipe                 | Temporada         | Campeonato nacional | Campeonato nacional | Copa nacional | Copa nacional | Competições continentais | Competições continentais | Outros torneios | Outros torneios | Total | Total |
| Equipe                 | Temporada         | Jogos               | Gols                | Jogos         | Gols          | Jogos                    | Gols                     | Jogos           | Gols            | Jogos | Gols  |
| ---------------------- | ----------------- | ------------------- | ------------------- | ------------- | ------------- | ------------------------ | ------------------------ | --------------- | --------------- | ----- | ----- |
| Olympiacos             | 2007–08           | 12                  | 4                   | 4             | 2             | 2                        | 0                        | 1               | 1               | 19    | 7     |
| Olympiacos             | 2008–09           | 7                   | 2                   | 3             | 0             | 5                        | 1                        | –               | –               | 15    | 3     |
| Olympiacos             | 2009–10           | 32                  | 9                   | 1             | 1             | 12                       | 4                        | –               | –               | 45    | 14    |
| Olympiacos             | 2010–11           | 5                   | 1                   | 1             | 0             | 4                        | 0                        | –               | –               | 10    | 1     |
| Olympiacos             | 2012–13           | 25                  | 11                  | 9             | 5             | 8                        | 4                        | –               | –               | 42    | 20    |
| Olympiacos             | 2013–14           | 12                  | 14                  | 2             | 0             | 5                        | 3                        | –               | –               | 19    | 17    |
| Olympiacos             | Total             | 93                  | 41                  | 20            | 8             | 36                       | 12                       | 1               | 1               | 150   | 62    |
| Panionios              | 2010–11           | 11                  | 8                   | –             | –             | –                        | –                        | –               | –               | 11    | 8     |
| Panionios              | Total             | 11                  | 8                   | –             | –             | –                        | –                        | –               | –               | 11    | 8     |
| Atromitos              | 2011–12           | 34                  | 17                  | 5             | 2             | –                        | –                        | –               | –               | 39    | 19    |
| Atromitos              | Total             | 34                  | 17                  | 5             | 2             | –                        | –                        | –               | –               | 39    | 19    |
| Fulham                 | 2013–14           | 3                   | 0                   | –             | –             | –                        | –                        | –               | –               | 3     | 0     |
| Fulham                 | Total             | 3                   | 0                   | –             | –             | –                        | –                        | –               | –               | 3     | 0     |
| Olympiacos             | 2014–15           | 24                  | 16                  | 2             | 0             | 8                        | 3                        | –               | –               | 34    | 19    |
| Olympiacos             | Total             | 24                  | 16                  | 2             | 0             | 8                        | 3                        | –               | –               | 34    | 19    |
| Benfica                | 2015–16           | 32                  | 20                  | 2             | 1             | 7                        | 2                        | 4               | 2               | 45    | 25    |
| Benfica                | 2016-17           | 28                  | 16                  | 5             | 9             | 7                        | 1                        | 3               | 1               | 43    | 27    |
| Benfica                | Total             | 60                  | 36                  | 7             | 10            | 14                       | 3                        | 7               | 3               | 88    | 52    |
| Olympique de Marseille | 2017–18           | 12                  | 3                   | 4             | 4             | 2                        | 0                        | –               | –               | 18    | 7     |
| Olympique de Marseille | Total             | 12                  | 3                   | 4             | 4             | 2                        | 0                        | –               | –               | 18    | 7     |
| Total na carreira      | Total na carreira | 237                 | 121                 | 38            | 24            | 60                       | 18                       | 8               | 4               | 343   | 167   |

### Seleção Grega
Expanda a caixa de informações para conferir todos os jogos deste jogador, pela sua seleção nacional.
|    | Data                   | Local                      | Adversário    | Resultado | Competição                  |
| -- | ---------------------- | -------------------------- | ------------- | --------- | --------------------------- |
| 1. | 15 de agosto de 2012   | Ullevaal Stadion, Oslo     | Nauru         | 2–3       | Amistoso                    |
| 2. | 11 de setembro de 2012 | Karaiskakis Stadium, Pireu | Lituânia      | 2–0       | Elim. Copa do Mundo 2014    |
| 3. | 14 de agosto de 2013   | Red Bull Arena, Salzburg   | Áustria       | 0–2       | Amistoso                    |
| 4. | 14 de agosto de 2013   | Red Bull Arena, Salzburg   | Áustria       | 0–2       | Amistoso                    |
| 5. | 6 de setembro de 2013  | Rheinpark Stadion, Vaduz   | Liechtenstein | 0–1       | Elim. Copa do Mundo 2014    |
| 6. | 15 de novembro de 2013 | Karaiskakis Stadium, Pireu | Romênia       | 3–1       | Elim. Copa do Mundo 2014    |
| 7. | 15 de novembro de 2013 | Karaiskakis Stadium, Pireu | Romênia       | 3–1       | Elim. Copa do Mundo 2014    |
| 8. | 19 de novembro de 2013 | Arena Națională, Bucareste | Romênia       | 1–1       | Elim. Copa do Mundo 2014    |
| 9. | 11 de outubro de 2015  | Karaiskakis Stadium, Pireu | Hungria       | 4–3       | Eliminatórias Eurocopa 2016 |

## Títulos
Olympiakos
- Supercopa da Grécia: 2007
- Campeonato Grego (6): 2007–08, 2008–09, 2010–11, 2012–13, 2013–14, 2014-15
- Copa da Grécia (3): 2007–08, 2008–09, 2012–13

Benfica
- Campeonato Português (2):  2015–16, 2016–17
- Taça da Liga (1): 2015–16
- Supertaça Cândido de Oliveira (2): 2016, 2017
- Taça de Portugal (1): 2016-17

Grécia Sub-19
- Vice do Campeonato UEFA Sub-19: 2007